# Бэчер, Роберт Фокс
Роберт Фокс Бэчер (англ. Robert Fox Bacher; 31 августа 1905 — 18 ноября 2004) — американский физик-ядерщик и один из лидеров проекта «Манхэттен».
Член Национальной академии наук США (1947).

## Молодость
Бэчер родился 31 августа 1905 в Лаудонвилле, Огайо. В семье был единственным ребёнком.
30 мая 1930 года Бэчер женился на Джин Доу.

## Вторая мировая война

### Радиационная лаборатория
В 1940 году Бэчер присоединился к радиационной лаборатории в МИТ.

### Манхэттенский проект
В 1942 году Оппенгеймер предложил Бэчеру и Раби присоединиться к Манхэттенскому проекту в новой лаборатории в Лос-Аламосе. Они убедили Оппенгеймера, что план военной лаборатории не будет работать, так как научные усилия должны были бы быть гражданским делом. План был изменен на то, что новая лаборатория будет гражданской в ведении Калифорнийского университета по контракту с Военным министерством США. Бэчер чувствовал, что это был его первый вклад в успех проекта.
В 1944 Опенгеймер реорганизует лабораторию, чтобы сфокусироваться на построении ядерного оружия имплозивного типа

## После войны

### Комиссия по атомной энергии
После войны Бэчер вернулся в Итаку, чтобы возглавить лабораторию ядерных исследований в Корнелле.

### Калтех
Бэчер умер 18 ноября 2004 года в доме престарелых в Калифорнии.